# Rio Jeetzel
O rio Jeetzel (Jeetze em seu curso alto) é um rio da Alemanha, afluente da margem esquerda do rio Elba. Possui 73 km de extensão e corre pelos estados da Saxônia-Anhalt e Baixa Saxônia. O Jeetze nasce na região de Altmark, próximo ao vilarejo de Dönitz, flui para o norte por Beetzendorf, Salzwedel, Wustrow, Lüchow e Dannenberg, e deságua no Elba em Hitzacker.

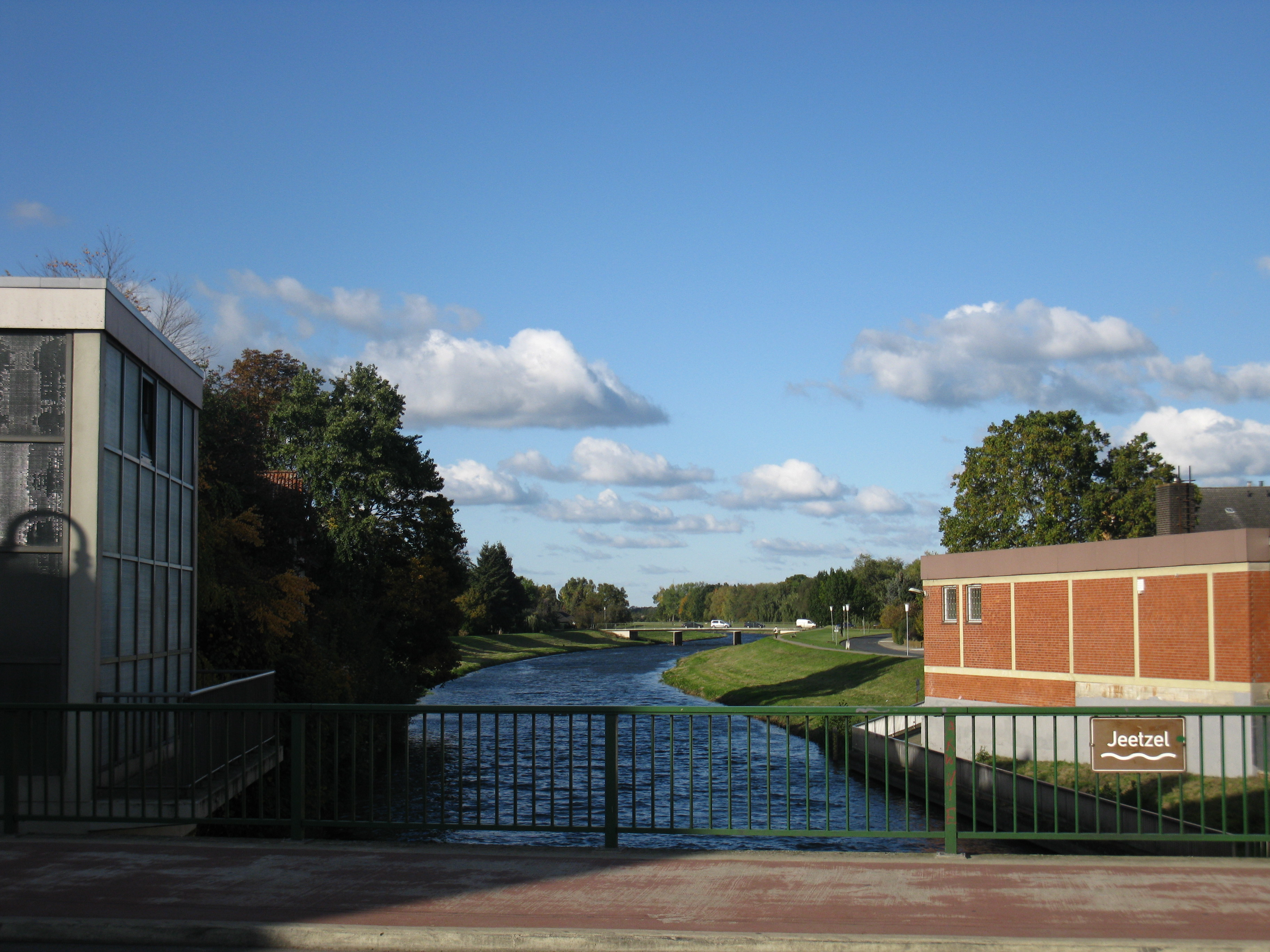
Rio Jeetzel na cidade de Luechow.